# Despenalización de la homosexualidad en Ecuador
La despenalización de la homosexualidad en Ecuador tuvo lugar el 25 de noviembre de 1997, cuando el Tribunal Constitucional emitió una sentencia en el Caso 111-97-TC en que declaró inconstitucional el primer inciso del artículo 516 del Código Penal, que tipificaba las relaciones sexuales entre personas del mismo sexo como un delito con una pena de cuatro a ocho años de reclusión. El dictamen puso fin a más de cien años de criminalización de la homosexualidad y fue el resultado de una demanda presentada por diferentes agrupaciones LGBT que se habían articulado como respuesta a los abusos policiales de los que habitualmente eran víctimas las personas pertenecientes a la diversidad sexual en Ecuador.
La homosexualidad había sido prohibida en el país en 1871, pero por mucho tiempo el tema fue poco tratado. Esto cambió en la década de 1970, cuando las personas LGBT comenzaron a ganar visibilidad gracias al aumento de la población urbana y al efecto de eventos internacionales como los disturbios de Stonewall. No obstante, esto causó un incremento en la represión policial, particularmente en los años de presidencia de León Febres-Cordero Ribadeneyra (1984-1988), cuando se cometieron violaciones a los derechos humanos de diferentes grupos de personas, entre ellas las poblaciones LGBT. Durante los años siguientes la represión policial persistió, por lo que organizaciones como FEDAEPS comenzaron a explorar estrategias para cambiar la ley.
En 1997, Ecuador vivía momentos de protestas sociales y de reclamos ciudadanos que presentaron el ambiente propicio para lograr la despenalización de la homosexualidad. Esta época estuvo marcada por manifestaciones de estudiantes, colectivos de mujeres, agrupaciones indígenas y demás actores sociales que reclamaban por las violaciones de derechos humanos y torturas cometidas por la policía durante el gobierno de Febres-Cordero. Adicionalmente, en febrero del mismo año el país había vivido una ola de protestas que desembocaron en la destitución del presidente Abdalá Bucaram. En medio de este contexto, tuvo lugar en la ciudad de Cuenca la redada del bar Abanicos, un establecimiento para público LGBT que fue intervenido violentamente por la policía la noche del 14 de junio de 1997. Los detenidos en el bar sufrieron abusos, torturas y violaciones por parte de los gendarmes y otros reos durante su detención.
Los eventos ocurridos en el bar Abanicos se convirtieron en el catalizador que provocó por primera vez en la historia del país la articulación de los distintos grupos de personas pertenecientes a la diversidad sexual en un frente para buscar la despenalización de la homosexualidad. Este frente fue bautizado como Triángulo Andino y estuvo conformado por las organizaciones FEDAEPS, Coccinelle, Famivida y Tolerancia. Luego de las primeras discusiones, las organizaciones decidieron que la mejor estrategia era presentar una demanda de inconstitucionalidad contra el artículo 516 del Código Penal, para lo cual necesitaban recoger mil firmas de apoyo. El proceso de recolección de firmas marcó la primera vez en la historia de Ecuador en que personas LGBT se tomaron calles y espacios públicos. Entre estos eventos destacó la primera marcha de personas LGBT del país, que tuvo lugar el 27 de agosto de 1997 y recorrió las calles de Quito hasta desembocar en la Plaza Grande.
El 24 de septiembre de 1997, se presentó la demanda junto con 1400 firmas de apoyo, cuya argumentación se basó en tres puntos: que la homosexualidad no era una enfermedad, que la ley vigente iba en contra del principio constitucional de la no discriminación y que los derechos sexuales eran derechos humanos. El 25 de noviembre de 1997, el Tribunal Constitucional despenalizó la homosexualidad en Ecuador por unanimidad. El dictamen entró en vigencia dos días después con su publicación en el Registro Oficial. Según una encuesta realizada por el diario Hoy en 1997, el 62 % de los ecuatorianos estaba a favor de la despenalización de la homosexualidad.

## Antecedentes

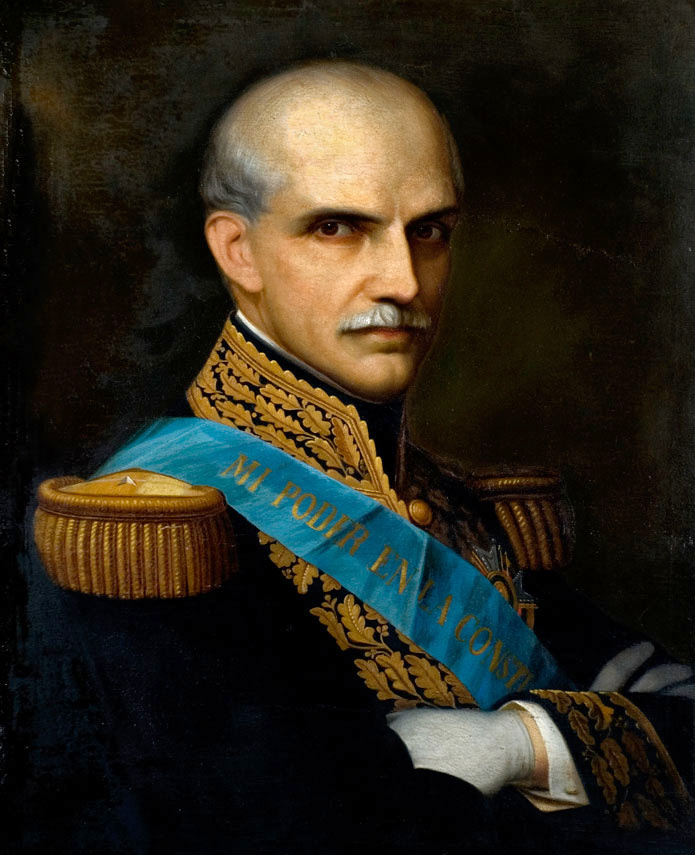
La homosexualidad en Ecuador fue penalizada en 1871, durante el gobierno de Gabriel García Moreno.

La homosexualidad fue criminalizada en Ecuador por primera vez en el Código Penal de 1871, promulgado durante el gobierno del presidente conservador Gabriel García Moreno. El artículo 401 de este cuerpo legal penalizaba la homosexualidad masculina (a la que hacía referencia con el término «sodomía»), con una pena de cuatro a ocho años de reclusión. Esta pena se mantuvo igual en el Código Penal de 1906, aunque pasó al artículo 364 y se agregó un inciso para los casos en que el delito fuera cometido por ministros de culto o maestros. El artículo 401 del Código de 1871 indicaba:

En los casos de sodomía, los culpables serán condenados a penitenciaría de cuatro a ocho años cuando no intervenga violencia ni amenazas; de ocho a doce años cuando interviniere una de estas circunstancias, y con penitenciaría extraordinaria cuando la víctima fuese menor de edad.

Igual pena que los culpables tendrán los que hubieren prestado su consentimiento o favorecido el crimen o atentado de esta especie.

Si el atentado ha sido cometido por los padres, el culpable será privado, además, de los derechos y prerrogativas que el Código civil concede sobre la persona y bienes del hijo.

En 1933, el psicoanalista y escritor ecuatoriano Humberto Salvador publicó el libro Esquema sexual, que alcanzó gran éxito en Latinoamérica, y en el que se posicionó en contra de la criminalización de la homosexualidad en Ecuador con base en puntos de vista clínicos y científicos. También hizo referencia a lo contradictorio que era el hecho de que la ley solo prohibiera la homosexualidad masculina (sodomía) y no la femenina, por lo que concluyó que quizás los autores del Código Penal sentían atracción hacia su mismo sexo y que «por lo mismo, la represión, —hablando en términos freudianos—, adquirió en ellos caracteres de máxima violencia». Indicó además: «Se ha dicho que los que más duramente atacan a un desvío sexual, son los que lo practican o lo aman en secreto. Y es ésta una evidente verdad psicológica».
El siguiente cambio en la legislación concerniente a la diversidad sexual ocurrió en el Código Penal de 1938, que cambió la palabra «sodomía» por «homosexualismo» y de este modo amplió el delito para abarcar las relaciones sexuales lésbicas. No obstante, el inciso segundo continuó refiriéndose solo a personas de sexo masculino. Este artículo fue originalmente el 491, pero años después se trasladó al numeral 516 del Código Penal y se mantuvo sin modificaciones hasta 1997, cuando la homosexualidad fue despenalizada por el Tribunal Constitucional. El artículo contenía los siguientes tres incisos:

1. En los casos de homosexualismo que no constituyan violación, los dos correos serán reprimidos con reclusión mayor de cuatro a ocho años.

2. Cuando el homosexualismo se cometiere por el padre u otro ascendiente en la persona del hijo u otro descendiente, la pena será de reclusión mayor de ocho a doce años y privación de los derechos y prerrogativas que el Código Civil concede sobre la persona y bienes del hijo.
3. Si ha sido cometido por ministros del culto, maestros de escuela, profesores de colegio o institutores, en las personas confiadas a su dirección o cuidado, la pena será de reclusión mayor de ocho a doce años.

### Represión policial

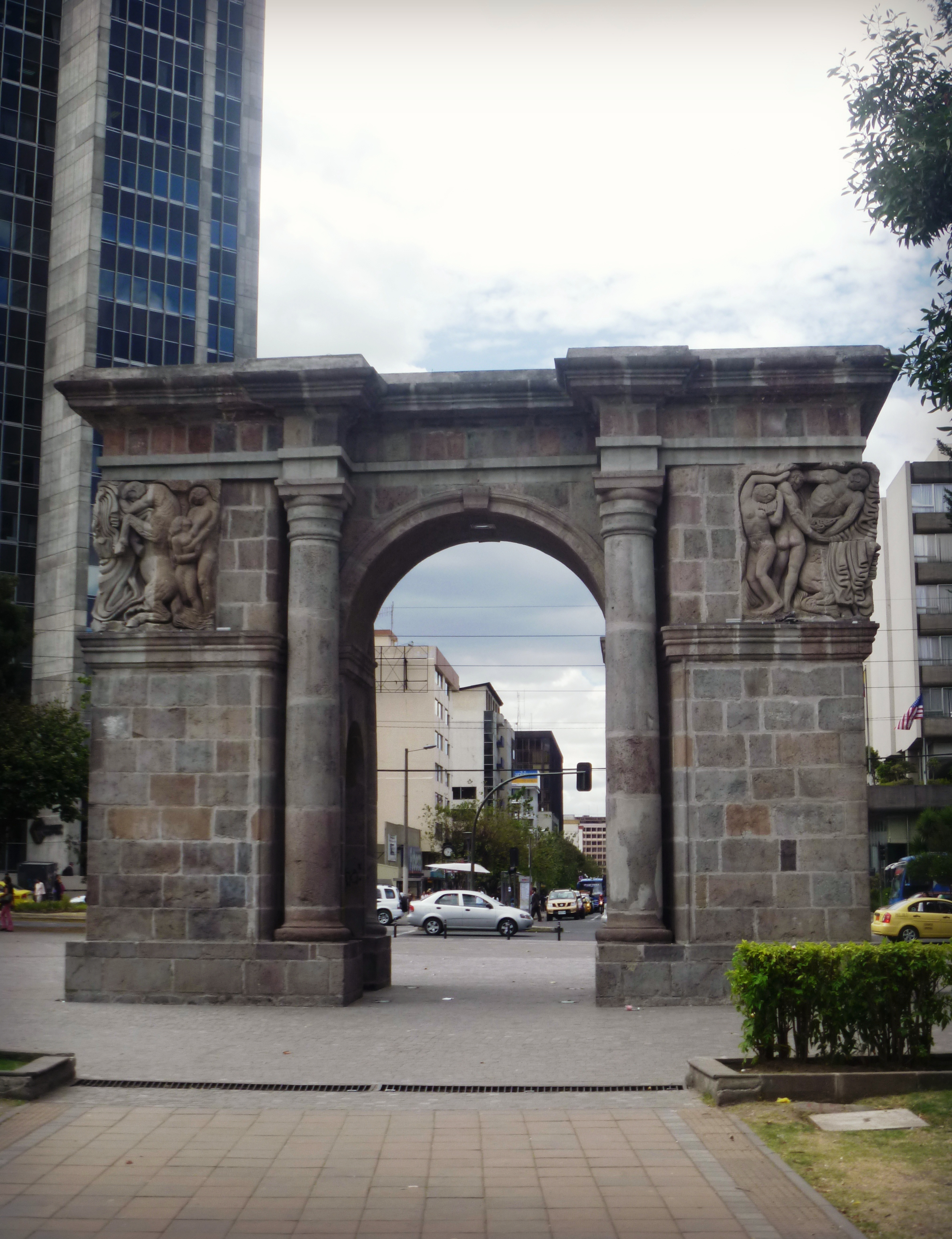
La policía solía acorralar a las personas LGBT en la puerta de la Circasiana del Parque El Ejido.

Las últimas décadas del siglo XX vieron un aumento considerable en la visibilidad de las personas LGBT en Ecuador, influenciado por las olas migratorias a las grandes ciudades que tuvieron lugar durante la década de los 70, así como al impacto de eventos internacionales como los disturbios de Stonewall o Mayo de 1968 en Francia. Sin embargo, el aumento de la visibilidad de las personas LGBT trajo consigo un incremento en los abusos y detenciones policiales, con el apoyo de políticos conservadores. Esto provocó posteriormente el nacimiento del activismo LGBT en el país y de los esfuerzos por despenalizar la homosexualidad.
Los abusos policiales vieron un marcado recrudecimiento durante el gobierno de León Febres-Cordero Ribadeneyra (1984-1988). En mayo de 1985, Febres-Cordero creó los escuadrones volantes, un grupo de fuerzas especiales de la policía que cometió violaciones sistemáticas a los derechos humanos y actos de tortura con el consentimiento del gobierno. Entre los grupos perseguidos se hallaban trabajadoras sexuales, personas pertenecientes a las poblaciones LGBT o cualquier hombre con características que ellos consideraran «afeminadas». Según el testimonio de activistas de la época, el gobierno de Febres-Cordero instauró el pánico en las personas de la diversidad sexual, que preferían correr ni bien veían acercarse a un patrullero de policía o un escuadrón volante. Luego de ser detenidos, los datos y fotografías de muchas personas LGBT aparecían en periódicos el lunes siguiente con titulares discriminatorios como «cayeron por depravados» o «cayeron por maricones». Otros detenidos murieron a manos de la policía, como el caso de un joven homosexual cuyo cadáver apareció al día siguiente amarrado a un árbol del parque con más de veinte heridas punzantes, u otro cuyo cadáver que fue encontrado con signos de tortura en el río Machángara.
La persecución a las personas LGBT por parte de la policía se mantuvo en la década de 1990. De acuerdo con el testimonio del activista Jorge Medranda, las mujeres transgénero y los hombres homosexuales con características consideradas «afeminadas» recibían el peor trato durante las redadas en bares y discotecas y solían ser golpeados y halados del cabello para ser detenidos. En medio de estas incursiones, una de las estrategias utilizadas para evitar la detención era el cambiar de parejas de baile entre hombres gais y mujeres lesbianas para aparentar ser parejas heterosexuales. En los casos en que las redadas eran más rápidas, las mujeres lesbianas solían enfrentarse a la policía para darle tiempo a los hombres y a las mujeres transgénero de poder escapar del lugar.

## Inicio del proceso de despenalización
Durante la década de 1990, la Fundación Ecuatoriana de Acción y Educación para la Promoción de la Salud (FEDAEPS), que oficialmente estaba dedicada a la prevención de la propagación del VIH pero que también realizaba actividades a favor de los derechos de las personas LGBT, fortaleció los nexos que tenía con organizaciones extranjeras, entre ellas la Asociación Internacional de Gays y Lesbianas (ILGA), por medio de conversaciones en que compartían estrategias para activismo y empezó a enviar denuncias sobre los atropellos contra las personas de la diversidad sexual. El 7 de noviembre de 1994, aprovechó la presencia en el país de una comitiva de la Comisión Interamericana de Derechos Humanos (CIDH) y les presentó un informe con los datos recopilados sobre los casos de abusos policiales. La CIDH acogió la denuncia y exhortó a Ecuador a que cumpliera los tratados internacionales en cuanto al respeto y protección de las personas de sexualidades diversas, pero el país ignoró el pedido.
Durante esta experiencia, FEDAEPS comenzó a enfocar sus esfuerzos en resaltar la importancia de lograr la despenalización de la homosexualidad en el país. De particular ayuda en este propósito fueron los contactos de la fundación con la ILGA, que durante su conferencia mundial de 1995, que tuvo lugar del 18 al 25 de junio en Río de Janeiro, llamó a impulsar campañas para despenalizar la homosexualidad en Ecuador, Chile y Nicaragua.
Luego de la destitución del presidente Abdalá Bucaram a principios de 1997 y la toma de posesión de Fabián Alarcón como presidente interino, las organizaciones LGBT extranjeras aliadas a FEDAEPS empezaron a realizar plantones en los foros internacionales a los que asistía el presidente Alarcón para exigirle la despenalización de la homosexualidad. De forma paralela, integrantes de FEDAEPS iniciaron un proceso de cabildeo en el Congreso para buscar la posibilidad de eliminar la criminalización de la homosexualidad, para lo que mantuvieron reuniones con diputados como José Cordero, del partido Democracia Popular. En medio de este contexto, tuvo lugar en Cuenca la redada del bar Abanicos, evento reconocido como el catalizador del proceso de despenalización.

### Redada del bar Abanicos
La noche del 14 de junio de 1997, miembros de la policía nacional realizaron una violenta redada en el bar Abanicos, un popular establecimiento LGBT ubicado en las calles Vargas Machuca y Juan Jaramillo de la ciudad de Cuenca en el que se estaba realizando la elección de la primera reina gay de la ciudad. En el evento habían participado cuatro candidatos, de los que Patricio Cuéllar, conocido como «Briggitte», fue nombrado ganador. En ese momento irrumpieron en el lugar miembros de la policía comandados por el intendente Diego Crespo, y procedieron a detener a los presentes. Cuéllar estuvo entre los apresados y fue llevado por los gendarmes, quienes impidieron que se quitara el vestido y la banda de reina durante los tres días que estuvo detenido. Existen desacuerdos en cuanto a la cifra de detenidos. De acuerdo con la Comisión Internacional Gay y Lesbiana de Derechos Humanos hubo 14 personas apresadas, mientras que el intendente de la policía y al propio Patricio señalaron que fueron 63.
Al llegar al centro de detención preventiva de la ciudad, los detenidos fueron encerrados con el resto de presos en condiciones de hacinamiento. Cuéllar y otros de sus compañeros fueron repetidamente violados por varios reos. En lugar de socorrerlos, los policías que presenciaban la escena optaron por vender preservativos a los presos por 5000 sucres la unidad. En medio de los ataques uno de los detenidos sufrió un ataque epiléptico, pero cuando pidieron ayuda, uno de los gendarmes respondió: «déjenle que se muera, un maricón menos, mucho mejor». Los detenidos sufrieron además torturas por parte de algunos policías, quienes los sacaban de las celdas para patearlos, escupirlos, humillarlos, sumergir sus cabezas en inodoros y darles descargas eléctricas.
En los días siguientes, la prensa local empezó a publicar noticias respecto a la redada con titulares como «Clausuran antro de homosexuales» o «Presos por fiesta sodomita», que contenían lenguaje peyorativo e incluso una caricatura que se mofaba del hecho. Cuéllar y un amigo suyo se reunieron el día en que fueron liberados con Jaime Terreros, un activista LGBT de la ciudad, y le relataron lo ocurrido. Terreros decidió poner una denuncia en la Comisión de Derechos Humanos de Azuay y acercarse personalmente a los medios de comunicación de la ciudad para exigir un trato menos discriminatorio y relatar los abusos sufridos durante las detenciones, lo que generó un cambio en la cobertura, que pasó a enfocarse en la denuncia contra la policía, en particular al considerar que entre los detenidos se encontraban miembros de familias de la clase alta cuencana.

## Campaña por la despenalización
FEDAEPS se enteró de los hechos en Cuenca luego de ser contactados por un miembro de la organización cuencana la Pájara Pinta, que había sido dirigida por el entonces gobernador de Azuay, Felipe Vega de la Cuadra. Los activistas Orlando Montoya, quien pertenecía a FEDAEPS, y Neptalí Arias, miembro de la fundación Famivida, viajaron a Cuenca y tuvieron reuniones con activistas y personalidades de la ciudad, entre ellas el gobernador Vega, quien denunció públicamente el accionar de la policía durante la redada.
Los eventos ocurridos en el bar Abanicos pronto recorrieron la prensa nacional y fueron recogidos como bandera de lucha en contra de la criminalización de la homosexualidad por las distintas agrupaciones de personas LGBT que existían en el país. Las organizaciones que se unieron fueron: FEDAEPS, que venía trabajando temas de la diversidad sexual desde la década pasada, la Asociación Coccinelle, que había sido creada el mismo año en Quito para denunciar los abusos de la policía contra las mujeres transgénero, la Fundación Amigos por la Vida (Famivida), que era la primera organización LGBT de Guayaquil, y la agrupación Tolerancia, que reunía a personas LGBT de clase alta y contaba entre sus integrantes al actor Diego Mignone. También participaron activistas como Milagros Torres, que fue la única mujer cisgénero visible en el proceso. Estas agrupaciones se articularon el 12 de julio de 1997 en lo que fue el primer movimiento nacional LGBT de Ecuador, bajo el nombre de Triángulo Andino, que llevó adelante el proceso para lograr la despenalización de la homosexualidad. El nombre de Triángulo Andino fue elegido como forma de reivindicar la figura del triángulo rosa, usada durante la Segunda Guerra Mundial por los nazis para identificar a los homosexuales.
Coccinelle promovió las primeras discusiones entre los colectivos y se enfocaron en definir cuál sería el mejor método para lograr la despenalización. FEDAEPS y la Fundación Regional de Asesoría en Derechos Humanos (INREDH) venían trabajando la idea de promover el cambio por medio del Congreso Nacional. Este primer proceso de cabildeo había logrado el apoyo de algunos legisladores, entre los que estaba Rosendo Rojas, diputado de la provincia de Azuay por el Movimiento de Unidad Plurinacional Pachakutik y quien se mostró muy favorable a la despenalización. Sin embargo, la Asamblea Permanente por los Derechos Humanos (APDH), organismo cercano a Coccinelle, señaló dos problemas con esta estrategia: que el país no había tenido un debate nacional que permitiera lograr el cambio por medio del Congreso, y que incluso luego de realizar cabildeo, no podían dejar un cambio tan importante a más de 90 diputados, muchos de los cuales eran conservadores.
Esto llevó a la APDH a proponer una segunda ruta, que consistía en realizar el cambio por medio de una demanda de inconstitucionalidad contra el artículo 516 del Código Penal, estrategia favorecida por Coccinelle. Finalmente se decidió que la mejor opción era la acción de inconstitucionalidad. Para crear la demanda contaron con la asesoría de Ernesto López, quien había sido presidente del Tribunal Constitucional hasta febrero de ese año y quien los guio en el proceso, para el que necesitaban recoger mil firmas de apoyo. El texto de la demanda fue escrito por el abogado Cristian Polo Loayza, perteneciente a FEDAEPS, quien tuvo que redactar tres versiones de la acción de inconstitucionalidad antes que López diera su aprobación.

### Recolección de firmas
El proceso de recolección de firmas marcó la primera vez en la historia de Ecuador en que personas de la diversidad sexual se tomaron calles y espacios públicos. La recolección también se dio en bares, discotecas y otros sitios frecuentados por las poblaciones LGBT. Dado que muchos hombres gais y mujeres lesbianas vivían en el armario y temían ser reconocidos si daban su firma, la mayoría de apoyo vino de parte de personas heterosexuales. La Asociación Coccinelle ganó protagonismo durante el proceso de recolección y el 27 de agosto del mismo año organizó una marcha de mujeres transgénero, hombres gais y defensores de los derechos humanos que recorrió las calles de Quito y desembocó en la Plaza Grande, donde se unieron a los grupos que reclamaban por personas desaparecidas y lograron conseguir 300 firmas por la despenalización. Esta manifestación tuvo un carácter histórico por ser la primera marcha de personas pertenecientes a la diversidad sexual en el país. El 17 de septiembre se realizó a su vez en Guayaquil la primera manifestación pública de personas LGBT de su historia, como parte del proceso de recolección de firmas. También se realizaron manifestaciones en Cuenca y Machala.
Otras estrategias utilizadas durante la campaña fueron el uso de grafitis para promover mensajes como «Despenalización ahora» e incluso una invitación al presidente interino Fabián Alarcón para discutir el tema. Los pedidos de despenalización recibieron apoyo por parte de varias figuras públicas influyentes y de sectores progresistas de la prensa local, entre ellos el político Julio César Trujillo, o los académicos Raúl Vallejo y César Montúfar, quienes escribieron artículos de opinión en que denunciaron la discriminación por orientación sexual. De acuerdo con activistas de la época, uno de los apoyos más importantes fue el de Luis Alberto Luna Tobar, obispo de Cuenca, quien calificó de inhumana la criminalización de la homosexualidad tanto en la televisión como en medios escritos y declaró: «el homosexual hombre o mujer no pierde humanidad y, por lo tanto, tiene todos los derechos humanos y debe ser respetado, en su situación como cualquier otro ser humano». Otra figura que brindó su apoyo a la despenalización fue el entonces gobernador de Azuay, Felipe Vega de la Cuadra, así como el chef y presentador de televisión Gino Molinari, quien fue una de las personas que logró conseguir la mayor cantidad de firmas en Guayaquil.
La campaña de recogida también provocó nuevos actos de violencia contra personas LGBT. Entre las víctimas estuvo el activista José Miguel Moreira, quien participó de la recolección de firmas y fue encontrado muerto a principios de septiembre. Al menos 16 mujeres trans también fueron asesinadas durante esos meses, por lo que empezaron a implementar estrategias de autoprotección con la APDH. El acoso policial contra los activistas era constante y no se detuvo hasta la realización de un anuncio público, ideado por los activistas Gonzalo Abarca y Purita Pelayo, en que comunicaron que si las agresiones no se detenían, publicarían una lista con todos los nombres de autoridades policiales y políticas que habían contratado a trabajadoras sexuales transgénero.

## Demanda de inconstitucionalidad
El 24 de septiembre de 1997, se presentó la demanda de inconstitucionalidad en contra del artículo 516, que quedó registrado como el Caso 111-97-TC, en el Tribunal Constitucional junto con 1400 firmas de apoyo (400 más de las requeridas). El documento fue presentado por Cristian Polo Loayza, Jimmy Wider Coronado Tello, Silvia Haro Proaño, José Urriola Pérez y Gonzalo Abarca, a quienes se sumó Ernesto López, expresidente del Tribunal. De acuerdo con la jurista Judith Salgado, los argumentos esbozados en la demanda de inconstitucionalidad pueden resumirse en tres puntos:
1. La homosexualidad no es delito ni enfermedad, para lo que presentaron declaraciones de la Asociación Estadounidense de Psiquiatría (APA) y la Organización Mundial de la Salud (OMS).
2. La penalización de la homosexualidad contraría derechos constitucionales, específicamente el artículo 22 de la Constitución, que prohibía la discriminación por cualquier índole.
3. Los derechos sexuales son derechos humanos, por lo que pidieron al Tribunal el reconocimiento explícito de los mismos.

Una vez aprobado a trámite la demanda, el Tribunal Constitucional envió una serie de cartas a Fabián Alarcón, presidente interino de la república; Heinz Moeller, presidente del Congreso Nacional; Carlos Solórzano Constantine, presidente de la Corte Nacional de Justicia; César Verduga, ministro de gobierno y policía; Jamil Mahuad, alcalde de Quito; León Febres-Cordero Ribadeneyra, alcalde de Guayaquil, y Fernando Cordero Cueva, alcalde de Cuenca, para recoger sus opiniones sobre el caso y preguntar si en sus respectivas jurisdicciones se había judicializado a personas con base en el artículo 516. También se enviaron cartas para pedir las opiniones a José Mario Ruiz Navas, presidente de la Conferencia Episcopal Ecuatoriana, y al obispo Luis Alberto Luna Tobar.
En su respuesta, el presidente Alarcón aseveró que la despenalización de la homosexualidad debía darse porque el artículo en cuestión no era aplicado en la práctica, pero que el mismo no era inconstitucional. También afirmó que la despenalización le competía al Congreso Nacional y no al Tribunal Constitucional. El ministro Verduga señaló a su vez que no había encontrado registros de personas judicializadas por el artículo 516. La Conferencia Episcopal Ecuatoriana, por su lado, se mostró a favor de retirar el primer inciso del artículo por «una aplicación de los principios de tolerancia democrática y de respeto a la intimidad de las personas», aunque en la misma carta rechazó la existencia de derechos sexuales. Otra respuesta llegó de parte de la Cancillería del país, que señaló:

El homosexualismo es una opción, una situación inherente a cualquier persona, una decisión personal. Por tanto, la criminalización de la homosexualidad es inconstitucional y contra los derechos humanos.

Como respuesta a la presión internacional a favor de la despenalización, la Organización de las Naciones Unidas (ONU) envió a dos representantes para que se reunieran con los jueces del Tribunal Constitucional de forma personal y les impelieran a aceptar la demanda. Adicionalmente, gracias a una campaña internacional por parte de organismos de derechos humanos, entre ellas la ILGA, una gran cantidad de cartas de organizaciones internacionales llegaron al país dirigidas al Tribunal Constitucional en que solicitaban que se despenalizara la homosexualidad. De acuerdo con Ernesto López, antiguo presidente del Tribunal Constitucional, el órgano recibió cartas de apoyo a la demanda en alrededor de 18 idiomas distintos.
De forma paralela, las organizaciones que formaban parte de Triángulo Andino continuaron realizando actividades y plantones. A principios de octubre, activistas LGBT contactaron a monseñor Luna Tobar para pedirle que realizara una misa en favor de las personas LGBT, pero no aceptó la propuesta. Luego contactaron al obispo anglicano Walter Crespo, quien accedió realizar un culto religioso en la Plaza de la Independencia para promover el mensaje de que «Los homosexuales también son hijos de Dios». Durante la ceremonia, se aprovechó para denunciar los atropellos y acoso policial que continuaban sufriendo miembros de la diversidad sexual, en particular las integrantes de Coccinelle.

### Dictamen del Tribunal Constitucional
El 25 de noviembre de 1997, el Tribunal Constitucional emitió su dictamen en el caso por unanimidad. El mismo aceptó la demanda de forma parcial y declaró inconstitucional el primer inciso del artículo 516 del Código Penal, con lo que despenalizó la homosexualidad en Ecuador. El Tribunal decidió no declarar el artículo en su totalidad como inconstitucional y dejó vigentes los incisos segundo y tercero, referentes a relaciones homosexuales entre padres e hijos o en las que estuvieran involucradas ciertas figuras de autoridad, como profesores o ministros de culto. El dictamen entró en vigencia dos días después con su publicación en el Registro Oficial.
Aunque el veredicto dio la razón a los demandantes, activistas y académicos como la jurista Judith Salgado calificaron el lenguaje empleado por el Tribunal en el dictamen como discriminatorio debido a que el mismo se refirió a la homosexualidad como una «disfunción» y «conducta anormal» y aseveró que «la protección de la familia y de los menores» exigían que no fuera «una conducta socialmente exaltable». Salgado criticó además el hecho de que no se derogara el artículo en su totalidad, dado que ya existían otros artículos que tipificaban la violación en el Código Penal, por lo que mantener el resto del artículo 516 representaba, en palabras de Salgado, una «sobreespecificación discriminatoria». No obstante, el dictamen fue recibido como un enorme éxito por las organizaciones demandantes. Luego de que se anunciara el veredicto, activistas LGBT empezaron una marcha como forma de celebración en Quito que recorrió la avenida 10 de agosto y desembocó en la Plaza de la Independencia.